# Констандопулу, Зои
Зои́ Констандопу́лу (греч. Ζωή Κωνσταντοπούλου; род. 8 декабря 1976, Афины) — греческий юрист (специализируется на международном праве и правах человека) и политический деятель. Лидер партии «Курс свободы». Депутат парламента Греции с 2023 года, а в прошлом — в 2012—2015 годах от партии «СИРИЗА», спикер парламента (2015).

## Биография
Родилась 8 декабря 1976 года в Афинах. Дочь левых активистов, боровшихся против диктатуры «чёрных полковников»; её отец Никос Констандопулос (Νίκος Κωνσταντόπουλος; род. 8 июня 1942) был председателем партии «Синаспизмос» (ядра «СИРИЗА») в 1993—2004 годах, депутатом парламента в 1990—1993 и 1996—2007 годах и одним из обвинителей на суде над Андреасом Папандреу, а мать Лина Алексиу (Ορσαλία (Λίνα) Αλεξίου) — журналисткой.
Училась в частной школе Костаса Гитонаса (CGS) в Палини.
Окончила юридический факультет Национального университета имени Каподистрии в Афинах. В 1999–2000 годах училась на юридическом факультете Сорбонны в Париже, специализируясь на европейском уголовном праве и антикриминальной политике в Европе, получила степень магистра права (LLM). В 2001–2002 годах училась в Юридической школе Колумбийского университета в Нью-Йорке, получила степень магистра права (LLM). 
По результатам парламентских выборов 6 мая 2012 года впервые избрана депутатом от СИРИЗА в 1-м избирательном округе Афин. Переизбрана на повторных выборах 17 июня.
После выборов 25 января 2015 года, 27 января номинирована на должность спикера парламента. Избрана 6 февраля рекордными 235 из 298 голосов. За неё голосовали все парламентские фракции, кроме ультраправой «Золотой зари» и сталинистской Коммунистической партии Греции. Стала самым молодым спикером парламента в истории страны. Инициировала и возглавляла комиссию по аудиту внешнего долга Греции, работу которой координировал Эрик Туссен. Критиковала уступки своего однопартийца, премьер-министра Алексиса Ципраса международным кредиторам и выступала против выдвигаемых последними требований «жёсткой экономии» для Греции. Также инициировала разбирательства по двум крупным коррупционным делам — скандалом с компанией «Siemens» и уклонением от уплаты налогов греческих олигархов из «списка Лагард», а также председательствовала в профильной комиссии, требовавшей репарации от Германии за оккупацию во Второй мировой войне. Занимала пост до избрания Никоса Вуциса новым спикером после выборов 20 сентября.
Бывшая активистка Коалиции радикальных левых (СИРИЗА), на выборах 20 сентября 2015 года баллотировалась от основанной отколовшейся от СИРИЗА «левой платформой» партии «Народное единство». Партия «Народное единство» получила 2,9 % голосов и не прошла в парламент.
19 апреля 2016 года основала собственную левопопулистскую партию «Курс свободы». На выборах в Европейский парламент 2019 года партия «Курс свободы» получила 1,61 % голосов. Партия «Курс свободы» получила 1,47 % голосов и не прошла в парламент на выборах 2019 года. На следующих выборах 21 мая 2023 года партия  «Курс свободы» получила 2,89 % голосов и снова не прошла в парламент. 
На повторных выборах 25 июня 2023 года партия «Курс свободы» получила 3,17 % голосов и 8 мандатов. Зои Констандопулу была вновь приведена к присяге как депутат 3 июля.

## Личная жизнь
В 2014 году в Лутра-Эдипсу вышла замуж за Апостолоса Мантиса (Απόστολος Μαντής), сотрудника судоходной компании, с которым познакомилась в 2004 году в Эдипсосе. Развелись в 2022 году.
Состоит в отношениях с артистом и депутатом парламента Диамандисом Каранастасисом.